# Marcel Lehoux
Marcel Lehoux, francosko-alžirski dirkač, * 3. april 1888, Blois, Francija, † 19. julij 1936, Deauville, Francija.
Marcel Lehoux se je rodil 3. aprila 1888 v francoskem mestu Blois, v starosti dveh let pa se je družina preselila v Alžirijo. Dirkati je začel leta 1924 z Bugattijem, prvo zmago pa je dosegel v sezoni 1928, ko je zmagal na dirki za Veliko nagrado Alžirije, v isti sezoni pa je dobil še dirko za Veliko nagrado Tunisa. V naslednji sezoni 1929 je ubranil zmago na dirki za Veliko nagrado Alžirije, v sezoni 1930 pa je zmagal na dirki za Veliko nagrado Dieppa. V sezoni 1931 je ponovno dosegel dve zmagi, tokrat na dirkah za Veliko nagrado Ženeve in Grand Prix de la Marne. 
V sezoni 1932 je odstopil na vseh treh prvenstvenih dirkah, je pa dosegel zmago na dirki za Veliko nagrado Casablance. V sezoni 1933 je dosegel zmage na dirkah Grand Prix de Pau, Velika nagrada Dieppa in Velika nagrada Monze, ter bil s tem med četverico dirkačev s tremi zmagami v sezoni, ki jih je premagal le Tazio Nuvolari s kar sedmimi. V sezoni 1935 je nastopil na dveh prvenstvenih dirkah in dosegel sedmo mesto na dirki za Veliko nagrado Belgije in osmo mesto na dirki za Veliko nagrado Španije. Na dirki za Veliko nagrado Deauvilla v naslednji sezoni 1936 se je v trčenju z Alfo Romeo Nina Farine smrtno ponesrečil.